# Aetheomorpha daklaka
Aetheomorpha daklaka es un coleóptero de la familia Chrysomelidae.
Fue descrita científicamente por primera vez en 1988 por Medvedev.